# Брайченко Олексій Дмитрович
Олексі́й Дми́трович Бра́йченко (нар. 28 червня 1954, село Заліське Тальнівського району Черкаської області) — український історик, краєзнавець, педагог. Кандидат історичних наук. Професор. Дослідник проблем історичного краєзнавства, історії та права України. Заслужений працівник народної освіти України (1997).

## Біографія
Закінчив Заліську загальноосвітню школу. З відзнакою закінчив історичний факультет Київського університету ім. Т. Г. Шевченка. З 1981 по 2002 працював у Кіровоградському державному педагогічному університеті ім. В. К. Винниченка) деканом історичного факультету (1994), проректором з наукової (1996) та навчально-виховної (з 1998) роботи.
З 2002 р. — заступник директора Інституту підвищення кваліфікації керівних кадрів Національної академії державного управління при Президентові України, професор кафедри парламентаризму та політичного менеджменту.
Керівник Кіровоградського регіонального наукового центру дослідження історії Центральної України Інституту історії України НАН України.

## Наукова діяльність
Сфера наукових інтересів: історія державотворення України, становлення представницької влади в Україні.
Упорядник та один з авторів наукового збірника «Центральна Україна за доби класичного середньовіччя: студії з історії XIV ст.» (2003) та інших наукових праць (загальним числом понад 80).

## Нагороди
16 вересня 1997 року надано звання «Заслужений працівник народної освіти України» — за вагомий особистий внесок у розвиток краєзнавства, збереження національної історико-культурної спадщини .